# 小行星697402
小行星697402（中國大陸译为苍）是位于主小行星帶的小行星之一。2024年2月自昴星团望远镜2017年1月的观测数据中发现，同年5月获得小行星编号，9月宣布名称。

## 特征

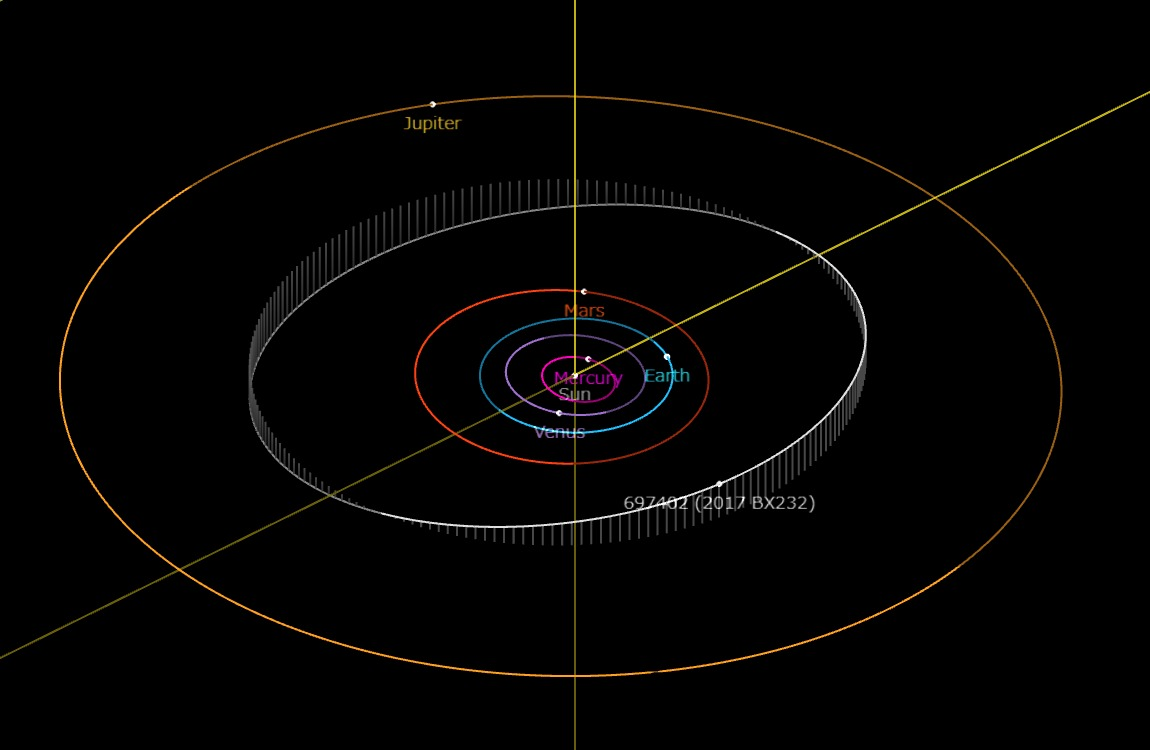
小行星697402的轨道。各天体的位置为2024年9月1日0:00（UTC）时位置。

小行星697402的轨道半长轴约为3.23天文单位（约4.832亿公里），轨道偏心率约0.09，代表其轨道为近乎圆形的椭圆形，轨道周期约5.8年，轨道相对于黄道面的倾角约为8.94°。目前科学家对小行星697402的物理特性知之甚少，仅能根据其绝对星等估计值17.1，推知其反照率为0.15，并据此估计其直径约为1.3公里。

## 观测
小行星697402是从在夏威夷島茂纳凯亚火山山顶的昴星团望远镜2017年1月的观测数据中被发现，事后分析发现在此之前该小行星已有多次发现记录。昴星团望远镜获得的观测数据，通过名为“COIAS”的应用程序进行解析。该应用程序于2023年7月底正式投入使用，旨在帮助研究者及普通用户探索尚未发现的小行星和太阳系边缘天体，其提供了一个便捷的工具，让更多人能够参与天体探索。
小行星697402于2024年2月18日被COIAS分析报告为新天体，國際天文聯會小行星中心给予它臨時編號2017 BX232。此后，对其轨道进行了仔细检查，并于2024年5月15日发布正式编号697402，这是COIAS发现的小行星中，第一颗被赋予小行星编号的。

## 名称
小行星697402的名称Ao（日语：アオ，中國大陸翻譯為蒼）来自日语，这个名字来自Quro的四格漫畫《恋爱小行星》的主角之一真中蓝（又译真中苍），该漫画在芳文社2017年3月出版的杂志《Manga Time Kirara Carat》上开始连载，描述主角真中蓝与朋友木之幡米菈约定寻找并将小行星命名为“蓝”，而开始在高中地球科学部活动的故事。

國際天文聯會小行星命名工作组在2024年9月2日发布的公报中宣布了命名，并解释了采用这个名字的原因：
真中藍是日本漫畫家Quro所作動漫《戀愛中的小行星》中的角色。蓝与她的朋友懷着將一颗小行星命名為「蓝」的夢想，在高中積極進行地球科学社的活動。該作憑藉著對天體與地質學知識的正確描繪，激發了大量讀者學習地球与行星科學的興趣。
苍的发现和命名被视为公众科学的典型例子，发现过程的参与者大多是普通人，而不是专业研究人员。